# Distortion Love
『Distortion Love [Beat Selection 1989〜1996]』（ディストーション・ラブ　ビート・セレクション1980〜1996）は、日本の歌手沢田研二のビート系ベスト・アルバム。1997年12月10日東芝EMI/イーストワールドよりリリース。

## 解説
前年の1996年は沢田のデビュー30周年にあたり、過去作品の再発やアニバーサリー色の強いアルバム『愛まで待てない』など活発なリリース活動が行われた。この作品はそうしたリリースの一環で企画されたもので、副題が示す通り沢田自身の選曲によるビート系のベスト・アルバムとなっている。なお、30周年企画の集大成として彼のソロデビューから1996年までの、全シングルA面曲を集めたシングルコレクション『Royal Straight Flush 1971-1979』と『Royal Straight Flush 1980-1996』との同時発売となっている。
ベスト・アルバムとは言いながら、選曲は沢田のトータルキャリアのうちで最もロック色の強いJAZZ MASTER期の作品を中心に選ばれている。この時期の沢田の商業的な実績は決して芳しいものではなく、収められた楽曲もファンにしか馴染みのないものばかりである。同発のシングルコレクションとの兼ね合いからか、シングルA面曲は1曲も収録されておらず、本作はややマニア向けのベスト盤といえる。ちなみに、副題には「1989〜1996」とあるが、1996年の作品（「愛まで待てない」収録曲など）からは選曲されていない。
インナーフォトには、中性的なアンドロイドを髣髴させる衣装を始めとした、この作品でしか観ることが出来ないファッションが収められている。これらのデザインは早川タケジの手による。
なお、この作品は、30周年のアニバーサリー企画として前年の1996年に発売されたバラード・ベスト・アルバム『AFTERMATH』との姉妹作品である。

## 収録曲
1. 光線
（作詞:サエキけんぞう、作曲:吉田光、編曲:吉田建）
2. Shangri-la
（作詞:沢田研二、作曲:吉田光、編曲:後藤次利）
3. プライド
（作詞:尾上文、作曲:NOBODY、編曲:吉田建）
4. 噂のモニター
（作詞:サエキけんぞう、作曲:吉田建、編曲:吉田建）
5. 憂鬱なパルス
（作詞:森雪之丞、作曲:佐橋佳幸、編曲:吉田建）
6. 彼は眠れない
（作詞:松井五郎、作曲:NOBODY、編曲:吉田建）
7. Come On!! Come On!!
（作詞:秋間経夫、作曲:秋間経夫、編曲:吉田建）
8. BACK DOORから
（作詞:三宅伸治、作曲:三宅伸治、編曲:吉田建）
9. DON'T SAY IT
（作詞:森雪之丞、作曲:高橋一路、編曲:吉田建）
10. IN BED
（作詞:松井五郎、作曲:吉田光、編曲:後藤次利）
11. 君をいま抱かせてくれ
（作詞:松井五郎、作曲:沢田研二、編曲:後藤次利）
12. a.b.c....i love you 
（作詞:サエキけんぞう、作曲:Dual Dream、編曲:吉田建）
13. ジェラシーが濡れてゆく
（作詞:サエキけんぞう、作曲:鮎川誠、編曲:吉田建）
14. KI・MA・GU・RE
（作詞:忌野清志郎・小原礼、作曲:忌野清志郎・小原礼、編曲:吉田建）
15. a long good-bye
（作詞:覚和歌子、作曲:吉田建、編曲:吉田建）

## 初出
1. 1990年アルバム『単純な永遠』収録
2. 1994年アルバム『HELLO』収録
3. 1990年アルバム『単純な永遠』収録
4. 1989年アルバム『彼は眠れない』収録
5. 1993年アルバム『REALLY LOVE YA!!』収録
6. 1989年アルバム『彼は眠れない』収録
7. 1993年アルバム『REALLY LOVE YA!!』収録
8. 1991年アルバム『PANORAMA』収録
9. 1993年アルバム『REALLY LOVE YA!!』収録
10. 1994年アルバム『HELLO』収録
11. 1994年アルバム『HELLO』収録
12. 1990年アルバム『単純な永遠』収録
13. 1990年アルバム『単純な永遠』収録
14. 1989年アルバム『彼は眠れない』収録
15. 1992年アルバム『Beautiful World』収録